# ヒロコのなんでも見てやろう
『ヒロコのなんでも見てやろう』（ヒロコのなんでもみてやろう）は、1979年1月7日から同年3月25日および1979年10月7日から同年12月30日までの2期にわたり、東京12チャンネル（現・テレビ東京）で毎週日曜 11:00 - 11:30に放送された教養番組。

## 概要
リポーターの真木洋子が21世紀へ向けた日々の暮らしについて取材していた番組で、毎回日本各地をリポートしていた。